# 헤레스 CD
헤레스 CD(Xerez Club Deportivo, S.A.D.)는 스페인 안달루시아 지방의 도시인 헤레스데라프론테라를 연고로 하는 축구 클럽으로, 흔히 헤레스(Xerez)라는 이름으로 알려져 있다. 이 클럽은 1947년 9월 24일에 창단되었으며 현재 테르세라 페데라시온에서 활동하고 있다.

## 선수 명단

### 현역
참고: FIFA 자격 규정에 따라 소속된 국가대표팀 국기를 표시합니다. 선수는 복수의 FIFA 비회원국 국적을 가지고 있을 수 있습니다.
| 번호 | 포지션 | 국적   | 이름   |
| ---- | ------ | ------ | ------ |
| 10   | MF     | 모로코 | 차라프 |

| 번호 | 포지션 | 국적      | 이름     |
| ---- | ------ | --------- | -------- |
| 22   | FW     | 적도 기니 | 아르멘골 |

## 역대 감독
| 감독                 | 임기        |
| -------------------- | ----------- |
| 헤수스 마리아 페레다 | 1995 ~ 1996 |
| 베른트 슈스터        | 2001 ~ 2003 |
| 에스테반 비고        | 2003 ~ 2004 |
| 호세 무르시아        | 2006 ~ 2007 |
| 에스테반 비고        | 2008 ~ 2009 |
| 네스토르 고로시토    | 2010        |
| 에스테반 비고        | 2012 ~ 2013 |
| 에스테반 비고        | 2021        |